# كاثرين تشابيل
كاثرين تشابيل (بالإنجليزية: Katherine Chappell)‏ هي مونتيرة أمريكية، ولدت في 19 ديسمبر 1985 في ري في الولايات المتحدة، وتوفيت في 1 يونيو 2015 في Lion & Safari Park ‏ في جنوب أفريقيا بسبب هجمات الحيوانات.

## وصلات خارجية
- كاثرين تشابيل على موقع IMDb (الإنجليزية)